# Haiti nos Jogos Olímpicos de Verão de 2008
O Haiti competiu nos Jogos Olímpicos de Verão de 2008 em Pequim, na China.

## Desempenho

### Atletismo
| Atleta                | Prova                        | Eliminatórias | Eliminatórias | Quartos-finais | Quartos-finais | Semifinal   | Semifinal   | Final       | Pos. |
| Atleta                | Prova                        | Tempo         | Pos.          | Tempo          | Pos.           | Tempo       | Pos.        | Tempo       | Pos. |
| --------------------- | ---------------------------- | ------------- | ------------- | -------------- | -------------- | ----------- | ----------- | ----------- | ---- |
| Barbara Pierre        | 100m feminino                | 11.54         | 30            | 11.56          | 31             | Não avançou | Não avançou | Não avançou | 31   |
| Ginou Etienne         | 400m feminino                | 53.94         | 41            | Não avançou    | Não avançou    | Não avançou | Não avançou | Não avançou | 41   |
| Nadine Faustin-Parker | 100m com barreiras feminino  | 13.25         | 29            | Não avançou    | Não avançou    | Não avançou | Não avançou | Não avançou | 29   |
| Dudley Dorival        | 110m com barreiras masculino | 13.78         | 30            | 13.71          | 25             | Não avançou | Não avançou | Não avançou | 25   |

### Boxe
| Atleta         | Prova            | Ronda dos 32           | Ronda dos 16           | Quartos-finais         | Semifinais             | Final                  |             |
| Atleta         | Prova            | Adversário e resultado | Adversário e resultado | Adversário e resultado | Adversário e resultado | Adversário e resultado |             |
| -------------- | ---------------- | ---------------------- | ---------------------- | ---------------------- | ---------------------- | ---------------------- | ----------- |
| Azea Austinama | Peso meio-pesado | BRA Silva D 2-6        | Não avançou            | Não avançou            | Não avançou            | Não avançou            | Não avançou |

### Judô
| Atleta                    | Prova             | Ronda dos 32              | Ronda dos 16           | Quartos-finais         | Semifinal              | Repescagem Primeira ronda | Repescagem Quartos-finais | Repescagem Semifinal   | Final                  |
| Atleta                    | Prova             | Adversário e resultado    | Adversário e resultado | Adversário e resultado | Adversário e resultado | Adversário e resultado    | Adversário e resultado    | Adversário e resultado | Adversário e resultado |
| ------------------------- | ----------------- | ------------------------- | ---------------------- | ---------------------- | ---------------------- | ------------------------- | ------------------------- | ---------------------- | ---------------------- |
| Joel Brutus               | +100 kg masculino | KOR Bum D 0000 - 1001     | Não avançou            | Não avançou            | Não avançou            | Não avançou               | Não avançou               | Não avançou            | Não avançou            |
| Ange Mercie Jean Baptiste | −57 kg feminino   | CUB Lupetey D 0000 - 0111 | Não avançou            | Não avançou            | Não avançou            | Não avançou               | Não avançou               | Não avançou            | Não avançou            |